# Morti nel 7 a.C.
| Questa pagina contiene informazioni ricavate automaticamente dalle voci biografiche con l'ausilio del template Bio e di un bot. L'aggiornamento è periodico e automatico e ricostruisce completamente la pagina. Se manca una persona in questa lista, sei pregato di non aggiungerla, ma accertati piuttosto che la sua voce biografica contenga il template Bio e che i dati anagrafici siano correttamente compilati. Se il template Bio manca, inseriscilo tu stesso o, in alternativa, metti l'avviso {{tmp\|Bio}} che ne segnala la mancanza. Se i dati riportati sono sbagliati, correggi direttamente la voce biografica; le modifiche saranno visibili in questa lista entro pochi giorni. Per chiarimenti vedi il progetto biografie. La lista contiene solo le 6 persone che sono citate nell'enciclopedia e per le quali è stato implementato correttamente il template Bio. Pagina aggiornata al 27 gen 2025. |

- Alessandro, principe (n. 35 a.C.)
- Aristobulo, principe (n. 31 a.C.)
- Dionigi di Alicarnasso, storico greco antico (n. 60 a.C.)
- Geumwa di Buyeo, re coreano
- Han Chengdi, imperatore cinese (n. 51 a.C.)
- Vipsania Polla, nobildonna romana